# Đế quốc Thần thánh Reunion
Đế quốc Thần thánh Reunion (tiếng Bồ Đào Nha: Sacro Império de Reunião) là một vi quốc gia được thành lập vào ngày 28 tháng 8 năm 1997 như một sự mô phỏng chính trị và hiến pháp.

## Lịch sử
Nó tuyên bố lãnh thổ của bộ phận hải quân Pháp của đảo Réunion. Những người tạo ra nó là sinh viên của Trường Luật của Đại học Công giáo Giáo hoàng Rio de Janeiro.
Vi quốc gia này đã được đề cập trong phương tiện truyền thông.